# Simmershausen (Hilders)
Simmershausen ist einer von elf Ortsteilen der Marktgemeinde Hilders im osthessischen Landkreis Fulda. Der Ortsteil ist ein anerkannter Erholungsort.

## Geographische Lage
Der Erholungsort Simmershausen liegt zwischen Auersberg (757 m), Buchschirm (746 m) und Staufelsberg (646 m). Östlich des Ortes verläuft die Grenze zu Thüringen. Hilders liegt südwestlich von Simmershausen im Biosphärenreservat der hessischen Rhön.
Siedlungsplätze innerhalb der Gemarkung:
- Heckenmühle[4]
- Mittelmühle[5]
- Obermühle[6]

## Geschichte

### Ortsgeschichte
Die älteste bekannte schriftliche Erwähnung von Simmershausen erfolgte unter dem Namen „Sigimareshuson“ und wird in die Zeit (891–915) datiert.
Auf dem Gebiet des Orts befand sich die Auersburg, welche mit dem Verkauf der Herren von Nithardshusen (= Neidhartshausen) an das Kloster Fulda im Jahr 1214 genannt wurde. Nachdem sich der Fuldaer Fürstabt Bertho IV. und der Würzburger Bischof Berthold II. von Sternberg zur Beilegung einer Fehde um ihr Grenzgebiet geeinigt hatten, fand sich die Auersburg 1290 im Besitz Würzburgs. Bald darauf, um 1325, ging die Burg durch Kauf an die Grafen von Henneberg, die bis zur Mitte des 13. Jahrhunderts Stiftsvögte und Burggrafen von Würzburg gewesen waren. 1342 kaufte Bischof Otto II. von Wolfskeel Burg und Amt Auersberg zurück, wodurch die Auersburg und Simmershausen Teil des würzburgischen Amt Hilders wurden.
Als das Hochstift Würzburg 1803 aufgelöst wurde, kam der Ort 1803 zu Bayern, 1806 zum Großherzogtum Würzburg, 1814 wieder zu Bayern und 1866 zur preußischen Provinz Hessen-Nassau.
Hessische Gebietsreform (1970–1977)
Zum 31. Dezember 1971 wurde die bis dahin selbständige Gemeinde Simmershausen im Zuge der Gebietsreform auf freiwilliger Basis in die Gemeinde Hilders eingemeindet. Wie für alle nach Hilders eingegliederten Gemeinden wurde auch für Batten ein Ortsbezirk gebildet.

### Verwaltungsgeschichte im Überblick
Die folgende Liste zeigt die Staaten und Verwaltungseinheiten, denen Simmershausen angehört(e):
- vor 1803: Heiliges Römisches Reich, Hochstift Würzburg, Amt Hilders
- 1803–1806: Heiliges Römisches Reich, Königreich Bayern, Landgericht Hilders[Anm. 2]
- 1806–1813: Großherzogtum Würzburg, Landgericht Hilders[Anm. 3]
- 1814–1816: Königreich Bayern, Landgerichtsbezirk Hilders
- 1817–1837: Königreich Bayern, Untermainkreis, Landgerichtsbezirk Hilders
- 1838–1861: Königreich Bayern, Regierung Unterfranken und Aschaffenburg, Landgerichtsbezirk Hilders
- 1862–1866: Königreich Bayern, Regierungsbezirk Unterfranken, Bezirksamt Gersfeld[Anm. 4]
- ab 1867: Norddeutscher Bund, Königreich Preußen,[Anm. 5] Provinz Hessen-Nassau, Regierungsbezirk Kassel, Kreis Gersfeld
- ab 1871: Deutsches Reich, Königreich Preußen, Provinz Hessen-Nassau, Regierungsbezirk Kassel, Kreis Gersfeld
- ab 1918: Deutsches Reich, Freistaat Preußen, Provinz Hessen-Nassau, Regierungsbezirk Kassel, Kreis Gersfeld
- ab 1932: Deutsches Reich, Freistaat Preußen, Provinz Hessen-Nassau, Regierungsbezirk Kassel, Landkreis Fulda
- ab 1944: Deutsches Reich, Freistaat Preußen, Provinz Kurhessen, Landkreis Fulda
- ab 1945: Deutsches Reich, Amerikanische Besatzungszone, Groß-Hessen, Regierungsbezirk Kassel, Landkreis Fulda
- ab 1946: Deutsches Reich, Amerikanische Besatzungszone, Hessen, Regierungsbezirk Kassel, Landkreis Fulda
- ab 1949: Bundesrepublik Deutschland, Hessen, Regierungsbezirk Kassel, Landkreis Fulda
- ab 1972: Bundesrepublik Deutschland, Hessen, Regierungsbezirk Kassel, Landkreis Fulda, Gemeinde Hilders

## Bevölkerung

### Einwohnerstruktur 2011
Nach den Erhebungen des Zensus 2011 lebten am Stichtag, dem 9. Mai 2011, in Simmershausen 585 Einwohner. Darunter waren 3 (0,5 %) Ausländer.
Nach dem Lebensalter waren 114 Einwohner unter 18 Jahren, 222 waren zwischen 18 und 49, 102 zwischen 50 und 64 und 120 Einwohner waren älter.
Die Einwohner lebten in 222 Haushalten. Davon waren 51 Singlehaushalte, 57 Paare ohne Kinder und 67 Paare mit Kindern, sowie 21 Alleinerziehende und 135 Wohngemeinschaften. In 51 Haushalten lebten ausschließlich Senioren und in 90 Haushaltungen leben keine Senioren.

### Einwohnerentwicklung
- 1812: 107 Häuser mit 548 Seelen[1]

| Simmershausen: Einwohnerzahlen von 1834 bis 2023 | Simmershausen: Einwohnerzahlen von 1834 bis 2023 | Simmershausen: Einwohnerzahlen von 1834 bis 2023 | Simmershausen: Einwohnerzahlen von 1834 bis 2023 | Simmershausen: Einwohnerzahlen von 1834 bis 2023 |
| --- | ------------------------------------------------ | ------------------------------------------------ | ------------------------------------------------ | ------------------------------------------------ |
| Jahr |                                                  |                                                  |                                                  | Einwohner                                        |
| 1834 | 1834                                             |                                                  | 558                                              | 558                                              |
| 1840 | 1840                                             |                                                  | 578                                              | 578                                              |
| 1846 | 1846                                             |                                                  | 598                                              | 598                                              |
| 1852 | 1852                                             |                                                  | 620                                              | 620                                              |
| 1858 | 1858                                             |                                                  | 603                                              | 603                                              |
| 1864 | 1864                                             |                                                  | 591                                              | 591                                              |
| 1871 | 1871                                             |                                                  | 600                                              | 600                                              |
| 1875 | 1875                                             |                                                  | 624                                              | 624                                              |
| 1885 | 1885                                             |                                                  | 607                                              | 607                                              |
| 1895 | 1895                                             |                                                  | 623                                              | 623                                              |
| 1905 | 1905                                             |                                                  | 635                                              | 635                                              |
| 1910 | 1910                                             |                                                  | 648                                              | 648                                              |
| 1925 | 1925                                             |                                                  | 626                                              | 626                                              |
| 1939 | 1939                                             |                                                  | 600                                              | 600                                              |
| 1946 | 1946                                             |                                                  | 602                                              | 602                                              |
| 1950 | 1950                                             |                                                  | 660                                              | 660                                              |
| 1956 | 1956                                             |                                                  | 612                                              | 612                                              |
| 1961 | 1961                                             |                                                  | 628                                              | 628                                              |
| 1967 | 1967                                             |                                                  | 620                                              | 620                                              |
| 1970 | 1970                                             |                                                  | 622                                              | 622                                              |
| 1980 | 1980                                             |                                                  | ?                                                | ?                                                |
| 1990 | 1990                                             |                                                  | ?                                                | ?                                                |
| 2000 | 2000                                             |                                                  | ?                                                | ?                                                |
| 2011 | 2011                                             |                                                  | 558                                              | 558                                              |
| 2023 | 2023                                             |                                                  | 496                                              | 496                                              |
| Datenquelle: Historisches Gemeindeverzeichnis für Hessen: Die Bevölkerung der Gemeinden 1834 bis 1967. Wiesbaden: Hessisches Statistisches Landesamt, 1968. Weitere Quellen: LAGIS; Gemeinde Hilders; Zensus 2011 |                                                  |                                                  |                                                  |                                                  |

### Historische Religionszugehörigkeit
| • 1885: | 05 evangelische (= 0,82 %), 602 katholische (= 99,18 %) Einwohner |
| • 1961: | 21 evangelische (= 3,34 %), 607 katholische (= 96,66 %) Einwohner |

## Religion
- Katholische Kirchengemeinde Simmershausen, St. Johannes der Täufer. Die Kirche wurde zwischen 1597 und 1613 erbaut und 1749 geweiht. Im Turm der Kirche hängen Bronzeglocken der Glockengießerei Otto aus Hemelingen/Bremen. Im Jahr 1930 lieferte Otto drei Glocken, von denen die beiden größeren im Zweiten Weltkrieg eingeschmolzen wurden. 1953 ergänzt Otto dann das Geläut um zwei neue Bronzeglocken. Das Geläut hat die Schlagtonreihe as – b – c und wiegt insgesamt ca. 1.300 kg.[12][13]

## Politik
Für Simmershausen besteht ein Ortsbezirk (Gebiete der ehemaligen Gemeinde Simmershausen) mit Ortsbeirat und Ortsvorsteher nach der Hessischen Gemeindeordnung. Der Ortsbeirat besteht aus sieben Mitgliedern. Bei den Kommunalwahlen in Hessen 2021 betrug die Wahlbeteiligung zum Ortsbeirat 71,72 %. Alle Kandidaten gehörten der Simmershäusenser Ortsbeiratsliste an. Der Ortsbeirat wählte Thorsten Müller zum Ortsvorsteher.

## Infrastruktur
Im Ort gibt es eine Kirche, ein Dorfgemeinschaftshaus, einen Kindergarten, einen Sportplatz, eine öffentliche Bücherei und einen Kinderspielplatz.
Im Ort bestehen folgende Vereine: Freiwillige Feuerwehr, Sportverein, Rhönklub, Musikverein, Kindergartenverein, Angelsportverein, Kyffhäuser Kameraden und Gesangverein.

## Regelmäßige Veranstaltungen
Regelmäßige Veranstaltungen sind die Fußwallfahrt von Simmershausen nach Vierzehnheiligen, der alle zwei Jahre am vierten Sonntag im September stattfindende Rhöner Viehabtrieb sowie die Kirmes. Beim Rhöner Viehabtrieb im Jahr 2015 waren rund 6.000 Besucher gezählt worden.